# Штурм Полоцка (1633)
Штурм Полоцка — военный эпизод на начальном этапе Смоленской войны. Небольшое русское войско, состоящее из дворянских, стрелецких и казацких сотен, размещённых в Великих Луках и недавно взятом Невеле, в рамках «малой войны» совершило опустошительный рейд на Полоцк.

## Ход штурма
Подойдя к городу на рассвете 3 июня 1633 года, передовой отряд во главе с невлянином Григорием Радецким незаметно подобрался к деревянной стене острога и, проломив в ней брешь, пробрался с пятьюдесятью стрельцами внутрь, после чего, убив сторожей, открыл ворота царским ратникам. Согласно разрядным данным, «большой острог июня в 3 день взяли и выжгли и польских и литовских людей посекли и языков поимали… И острог и в остроге дворы и лавки и гостиный двор и за Полотою посады выжгли и высекли без остатку, и многие литовские люди в Двине-реке потонули, а остальные литовские люди убежали в малой город и заперлися в малом городе». Причём, московские войска ворвались в город благодаря невельскому бурмистру Григорию Радецкому, который, как невельчанин, знал белорусский язык (в терминологии самого Григория — «литовский»), и, заговорив на котором, приманил к себе стражу (которая, видимо, посчитала его за «своего»), после чего «зарубил теж сторожей» и открыл ворота осаждающим .
Видимо, на волне успеха русские ратники попытались штурмовать и Верхний замок, однако огнестрельные залпы его защитников нанесли немногочисленным нападающим ощутимый урон. Тем не менее, полоцкий подвоеводье Ян Лисовский сообщал, что «замок вышний ледве се удержал». Когда же литовцы совершили вылазку, они были также отброшены назад в замок.
Блокировав шляхту в замке, русские отряды опустошили и сожгли окрестности Полоцка, убив или уведя в плен, по свидетельствам Лисовского, «лянтвойта, бургомистра и много добрых колекгов». Частью богатой добычи стала также литовская артиллерия.

## Итоги
После трёхдневного выжигания посада и разорения округи русские вернулись в Великие Луки с захваченными пленными и знамёнами. Героя Полоцкого похода Григория Радецкого в Москве наградили сороком соболей, серебряным ковшом и 10 аршинами камки.